# Cicurina oklahoma
Cicurina oklahoma là một loài nhện trong họ Dictynidae.
Loài này thuộc chi Cicurina. Cicurina oklahoma được Willis J. Gertsch miêu tả năm 1992.